# Гонсалес Касавантес, Абраам
Абраам Гонсалес де Эрмосильо и Касавантес (исп. Abraham González Casavantes; 7 июня 1864 — 7 марта 1913) — мексиканский государственный и политический деятель либерального толка, вице-президент Мексики с 25 мая 1911 по 6 ноября 1911 года во время Мексиканской революции. Революционер.
Во многом повлиял на политические взгляды Панчо Вильи, с которым познакомился и подружился до начала революции.

## Биография

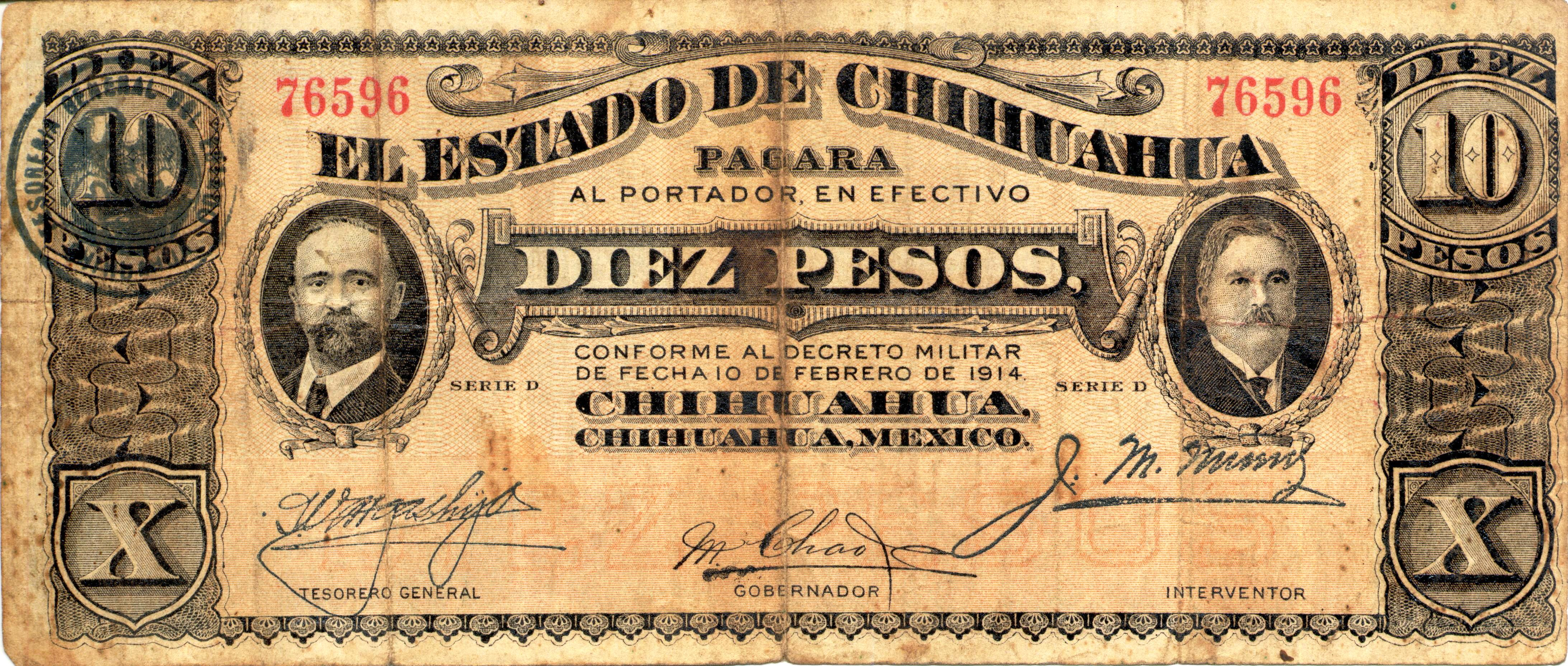
Мексиканская банкнота достоинством 10 песо, выпущенная в Чиуауа в 1914 году с портретами Франсиско Игнасио Мадеро и Абраама Гонсалеса Касавантеса

Родился в одной из самых богатых и образованных семей в штате Чиуауа. Окончил Университет Нотр-Дам в Саут-Бенде в США, близ Чикаго.
Соратник Франсиско Игнасио Мадеро. С 1904 года оказался вовлечён в политику, показав себя противником диктатуры Порфирио Диаса. В 1908 году был одним из создателей и лидеров Национальной партии против перевыборов, выступавшей против переизбрания Порфирио Диаса.
Участник Мексиканской революции, примкнул к революционному отряду Панчо Вильи в штате Чиуауа.
После прихода к власти президента Франсиско Игнасио Мадеро занимал пост губернатора штата Чиуауа (1911—1913), министра внутренних дел Мексики (1911—1912) и государственного секретаря. Как губернатор, инициировал ряд политических реформ.
С мая по ноябрь 1911 года работал вице-президентом Мексики.
После того, как генерал Викториано Уэрта совершил переворот, между станциями Хоркаситас и каньоном Бачимба в 65 км к югу от Чиуауа был снят с поезда и застрелен сторонниками Уэрты. Похоронен в Ротонде прославленных граждан штата Чиуауа под статуей Ангелу Свободы на площади Майор в городе Чиуауа.

## Память
- Имя Абраама Гонсалеса Касавантеса носит Международный аэропорт в Сьюдад-Хуаресе в штате Чиуауа (Мексика).